# فرانچسکو برونی
فرانچسکو برونی (ایتالیایی: Francesco Bruni؛ زادهٔ ۳۰ سپتامبر ۱۹۶۱) فیلم‌نامه‌نویس، بازیگر وکارگردان فیلم اهل ایتالیا است. او در سال ۲۰۱۱ برندهٔ روبان نقره‌ای بهترین کارگردان شد.
از فیلم‌ها یا برنامه‌های تلویزیونی که وی در آن نقش داشته است، می‌توان به یادداشت‌های عشق، آغوش و بوسه، اسم من تانینو است، سرمایه انسانی و تعطیلات در مریخ اشاره کرد.